# Dan Frost
Dan Frost (Frederiksberg, 22 mei 1961) is een voormalig Deense wielrenner. Frost was actief als wegwielrenner en baanwielrenner. Frost werd Wereldkampioen bij de amateurs op de puntenkoers in 1986. Hij nam deel aan de Olympische Spelen van 1984, 1988 en die van 1992. Tijdens de Spelen van 1988 in Seoul won Frost de gouden medaille op de puntenkoers. Frost ging na zijn wielerloopbaan werken voor de Deense wielerbond. Vanaf 2006 is hij ploegleider bij Tean CSC het huidige Team Saxo Bank.
Dan Frost is de oudere broer van Ken Frost, ook een wielrenner.

## Palmares
1984
- 5e Olympische Spelen ploegenachtervolging

1985
- Wereldkampioenschap puntenkoers amateurs

1986
- Wereldkampioenschap puntenkoers amateurs

1988
- Olympische Spelen puntenkoers
- 8e Olympische Spelen ploegenachtervolging

1989
- 3e Zesdaagse van Kopenhagen

1990
- Deens kampioen individuele tijdrit op de weg, elite

1992
- 15e Olympische spelen puntenkoers

1900: Enrico Brusoni ·
1984: Roger Ilegems
1988: Dan Frost ·
1992: Giovanni Lombardi ·
1996: Silvio Martinello ·
2000: Juan Llaneras ·
2004: Michail Ignatjev ·
2008: Juan Llaneras